# 体育管理
体育管理 是涉及体育的商业方面的管理。其中，主要包括职业体育管理、学院体育管理、娱乐体育管理、体育市场营销、活动管理、设施管理、体育经济学、体育金融学和体育信息学等。很多大学和学院教授体育管理的本科和硕士课程。
体育管理科学正在越来越获得人们的关注，因为需求增加，对体育管理职位的需求也很大。具有体育管理学位的人员工资也因为需求大而增加。